# Gle Blang Malo
Gle Blang Malo är ett berg i Indonesien.   Det ligger i provinsen Aceh, i den västra delen av landet, 1 700 km nordväst om huvudstaden Jakarta. Toppen på Gle Blang Malo är 841 meter över havet.
Terrängen runt Gle Blang Malo är varierad.Runt Gle Blang Malo är det ganska tätbefolkat, med 100 invånare per kvadratkilometer. I omgivningarna runt Gle Blang Malo växer i huvudsak städsegrön lövskog.